# 常盤御前 (小惑星)
常盤御前（ときわごぜん、4748 Tokiwagozen）は、小惑星帯にある小惑星である。
1989年11月20日、鈴木憲蔵と浦田武が愛知県豊田市で発見した。

## 命名
名称は、平安時代末期の武将・源義経の母である常盤御前にちなむもので、1992年11月10日付の小惑星回報（MPC）で公表された。
浦田は多くの小惑星に『平家物語』に登場する平安時代末期（保元・平治の乱から源平合戦にかけて）の歴史上の人物の名を付けている。その中には、常盤御前の子の (3178) 義経や、夫の (3733) 義朝、そして3男を抱える寡婦となった美貌の常盤を愛し目をかけたという (4375) 清盛なども含まれる。

## 註
1. ↑  MPC 21132（1992年11月10日）